# Laboratorul de Cercetări Navale al Statelor Unite
Laboratorul de Cercetări Navale al Statelor Unite (NRL) este laboratorul de cercetare al Marinei Statelor Unite și efectuează mai multe tipuri de cercetare științifică și dezvoltare. NRL există din 1923, fiind deschis prin eforturile lui Thomas Edison. Într-un editorial din mai 1915 din New York Times Magazine, Edison scria: „Guvernul ar trebui să aibă un mare laborator de cercetări... În acesta s-ar putea dezvolta...toată tehnica militară și navală fără cheltuieli uriașe.” În 1946, după înființarea Biroului de Cercetări Navale, NRL a trecut în subordinea Directorului de Cercetări Navale. NRL în forma sa actuală a fost înființat în 1992 după ce Marina și-a consolidat ramura de R&D formând un singur laborator unificat. Bugetul NRL a fost de aproximativ 1,2 miliarde de dolari pe an în 2008 